# Синегорский (Свердловская область)
Синего́рский — посёлок в Пригородном районе Свердловской области России. Входит в муниципальный округ Горноуральский, является центром Синегорской территориальной администрации.
С 1963 по 2004 год имел статус рабочего посёлка (посёлка городского типа). Также ранее был центром Синегорского поссовета Пригородного района.

## География
Посёлок Синегорский расположен в глухой лесистой местности к западу от города Нижнего Тагила, в 15 километрах от черты и в 25 километрах от центра города. Посёлок находится на правом берегу реки Межевой Утки, по названию которой Синегорский был назван изначально. Рядом с посёлком проходит горный хребет Синие горы. В двух километрах к западу от Синегорского среди прочих горных вершин Синегорья находится гора Синяя с причудливыми скалами на вершине и склонах, главная достопримечательность посёлка. В 2,5 километрах к востоку от посёлка Синегорского проходит граница между Европой и Азией, там установлена символическая стела. Из Нижнего Тагила через Синегорский проходит Серебрянский тракт, продолжающийся на запад до посёлка Серебрянку, Северку и деревни Верхней Ослянки на реке Чусовой.
Часовой пояс
Синегорский, как и вся Свердловская область, находится в часовой зоне МСК+2. Смещение применяемого времени относительно UTC составляет +5:00.

## История
Синегорский возник как посёлок лесорубов Межевая Утка.
В 1963 году посёлок был переименован и получил название от горы Синей. С 1963 по 2004 год Синегорский был посёлком городского типа.
31 декабря 2004 года рабочий посёлок Синегорский был отнесён к категории сельских населённых пунктов, к виду посёлок.

## Население
По данным из отчёта Синегорской территориальной администрации за 2014 год, в Синегорском проживало 765 человек.
| 1970 | 1979  | 1989  | 2002 | 2010 | 2021 |
| ---- | ----- | ----- | ---- | ---- | ---- |
| 1651 | ↘1295 | ↘1239 | ↘895 | ↘603 | ↘473 |

По данным Всероссийской переписи населения 2010 года, в посёлке жили 284 мужчины и 319 женщин.

## Инфраструктура
В Синегорском находятся лесничество, дом культуры с библиотекой, школа, детский сад, участковая больница, пожарная часть и опорный пункт полиции, отделение Сбербанка и почта, а также социальная служба при администрации.
До посёлка можно добраться на автобусе от Нижнего Тагила.

### Предприятия
Предприятия в посёлке Синегорском:
- ООО «Синегорье» — по разливу минеральной воды с торговой маркой «Синегорская»,
- ООО «СПК „Омега“»,
- ООО «Премьер Лес»,
- ООО «СЕТА»,
- ООО «Синегорка»,
- ТСЖ «Надежда»,
- МУ «Синегорский ЦК»,
- ООО «ПКП „Н-Тагилкомпром“»,
- ООО «Межевая утка»,
- ООО «Трест-77»,
- ООО «Комфорт-Сервис».

### Спорт
- МАУ КГО СШ «Синегорец»[12]

## Персоналии
- Виктор Борисович Печников — заслуженный ветеран спорта, активист поселка. В его честь проводятся соревнования по лыжному спорту «Синегорская снежинка»[13][14][12][15].